# Сабахудин Ковачевич
Сабахудин Ковачевич (словен. Sabahudin Kovačevič; рођен 26. фебруара 1986. у Јесеницама, СР Словенија) професионални је словеначки хокејаш на леду који игра на позицији одбрамбеног играча.
Ковачевич је играчку каријеру започео у сезони 2002/03. играјући за јуниорску екипу Јесеница и повремено наступајући у сениорском погону екипе из Крањске Горе. Од сезоне 2005/06. наступа за сениорску екипу ХК Акронија из Јесеница са којом је за 5 сезона освојио 4 титуле државног првака (сезоне 2005/06, 2007/08, 2008/09. и 2009/10). Након неколико месеци проведених у Италији и Данској у сезони 2011/12. ангажман проналази у ХК Попраду у словачкој екстралиги где је играо две сезоне. Од сезоне 2013/14. наступа за казахстанску Сариарку из Карагандија која се такмичи у Вишој хокејашкој лиги (ВХЛ).
Након неколико наступа за омладинску и јуниорску селекцију Словеније, дебитовао је и за сениорски тим у квалификацијама за ЗОИ 2010, а од Светског првенства 2009. редовно наступа на светским првенствима. Део је олимпијског тима Словеније на Зимским олимпијским играма 2014. у Сочију.
Његов старији брат Сенад (рођен 1981) такође је бивши хокејаш.